# Chênaie de Tuomela
La chênaie de Tuomela (finnois : Tuomelan tammimetsä) est une chênaie du quartier de Linnainen à Vantaa en Finlande,.

## Présentation
La chênaie de Tuomela est une zone forestière d'environ 10 hectares avec de nombreux chênes et noyers. 
Avec la réserve naturelle de Tammisto, c'est l'une des plus grandes forêts de chênes naturelles de la région de la capitale. Parmi les autres arbres précieux de la zone, il y a des isolats de frêne commun et de tilleul à petites feuilles, et dans le coin sud-est de la zone un peu d'aulne glutineux. 
La zone appartient à la ville de Vantaa depuis 2002. Avant cela, la zone appartenait au domaine de Tuomela.
Dans la proposition de plan directeur de Vantaa éditée au printemps 2007, la chênaie de Tuomela est indiquée sur la carte de la ville de Vantaa comme une zone LUO ou zone importante pour la biodiversité. 
Au sud de la zone se trouve la zone des marais de Furumossen et le parc Linnaistenpuisto, au nord se trouvent les champs de Hämeenkylä et l'ancienne école de Tuomela.
Depuis 2003, des travaux d'entretien sont menés par des bénévoles sur le territoire dont le but est d'améliorer l'habitat des arbres nobles et la biodiversité.